# Turpinia hatuyenensis
Turpinia hatuyenensis är en pimpernötsväxtart som beskrevs av Than Dinh Dai och G.P. Yakovlev. Turpinia hatuyenensis ingår i släktet Turpinia och familjen pimpernötsväxter. Inga underarter finns listade i Catalogue of Life.